# Hospital Universitari de Santa Maria
L'Hospital Universitari de Santa Maria és un complex sanitari ubicat al barri del Camp d'Esports de la ciutat de Lleida. És gestionat per Gestió de Serveis Sanitaris (GSS), una empresa pública adscrita al Servei Català de la Salut. L'Hospital Universitari de Santa Maria disposa de 115 llits per a malalts aguts. El complex ofereix serveis d'atenció primària, atenció especialitzada, rehabilitació, salut mental i atenció sociosanitària. D'altra banda, la Facultat de Medicina de la Universitat de Lleida s'ubica dins del recinte de l'hospital.

## Història
El primer hospital de Santa Maria, ubicat davant de la Catedral Nova de Lleida i actual seu de l'Institut d'Estudis Ilerdencs, va inaugurar-se el 1519 per unificar els set hospitals existents a la ciutat. El 1714 es transformà en hospital militar, funció que mantindria fins al 1854.
L'any 1915, la Diputació de Lleida es va fer càrrec de l'hospital, però l'antiguitat de les instal·lacions propicià que la Mancomunitat de Catalunya aprovés la construcció d'un de nou, que s'ubicaria en uns terrenys a l'entrada de la ciutat per la carretera d'Osca. L'edifici, d'estil noucentista, fou obra dels arquitectes Joaquim Porqueres i Jaume Mestres. Les obres del nou hospital s'iniciaren el 1922 i finalitzaren l'1 de maig de 1928.
L'any 1967 es construí un edifici annex destinat a l'atenció de la salut mental. Des de la dècada del 1980 el complex ha sofert diverses obres d'ampliació i remodelació.
El 1992 es traspassaren a la Generalitat de Catalunya les competències sanitàries que encara posseïen les diputacions provincials. Per fer efectiu el traspàs de l'hospital al Departament de Salut, es creà l'empresa GSS que assumí la gestió de totes les instal·lacions sanitàries, així com dels treballadors, l'1 d'octubre de 1992. El juliol de 2015 l'hospital obtingué el rang d'universitari.